# Sonate K. 366
La sonate K. 366 (F.312/L.119) en fa majeur est une œuvre pour clavier du compositeur italien Domenico Scarlatti.

## Présentation
La sonate en fa majeur K. 366, notée Allegro, est toute en répétitions infatigables (comme dans les sonates K. 141, 421 et 455) et fanfares, avec quelques sixtes et octaves brisés. Elle est couplée avec la sonate suivante à 
 dans tous les manuscrits, sauf Vienne. Ralph Kirkpatrick place cette sonate dans les numéros les plus caractéristiques et typiques de la dernière période de composition de Scarlatti. 
Fétis cite cette sonate dans sa Méthode des méthodes de piano (1837) parmi d'autres études spécialement composées par Moscheles, Cramer, Chopin et d'autres.

## Manuscrits

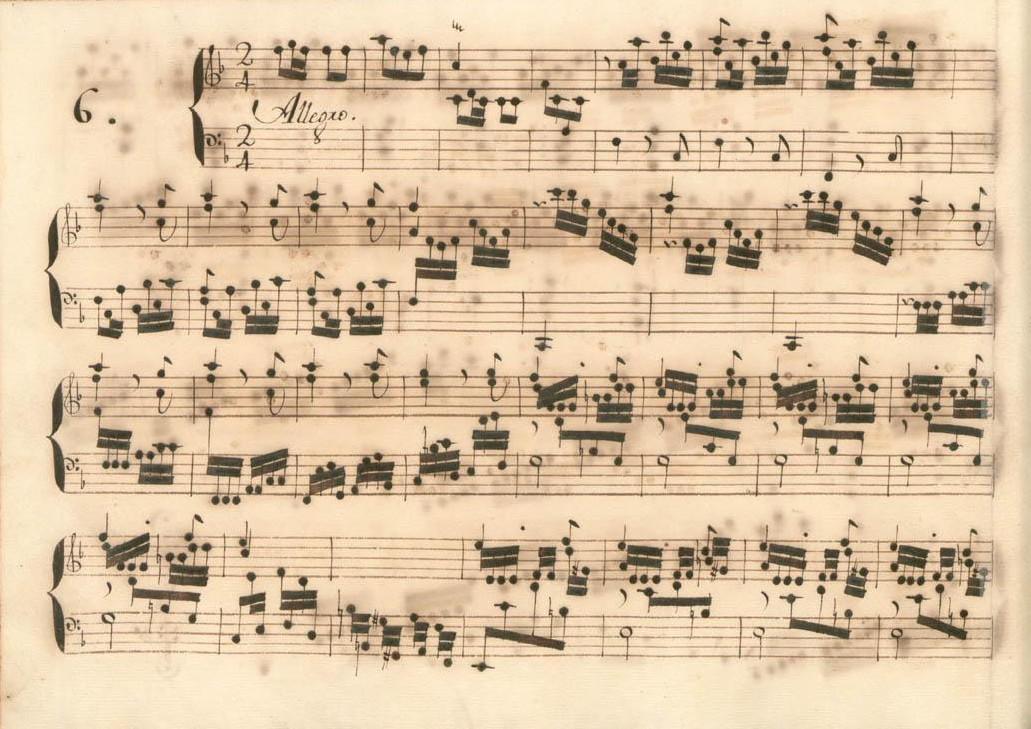
Début de la sonate, extraite du volume X du manuscrit de Parme.

Le manuscrit principal est le numéro 9 du volume VIII (Ms. 9779) de Venise (1754), copié pour Maria Barbara ; l'autre étant Parme X 6 (Ms. A. G. 31415). Les autres sources sont Münster II 11 (Sant Hs 3965), Cambridge, Fitzwilliam ms. 32 F 12 (no 21), Vienne G 26 (VII 28011 G) et Q 15115 (no 3).

## Interprètes
La sonate K. 366 est peu jouée. Cependant elle est défendue au piano par Kathleen Long (1950, Decca), Pi-hsien Chen (en) (2012, Hat Now ART), Carlo Grante (2013, Music & Arts, vol. 4) et au clavecin —  outre Scott Ross (Erato, 1985) — par Richard Lester (2003, Nimbus, vol. 3) et Pierre Hantaï (Mirare, 2005). À l'orgue, Emilio Traverso l'a enregistrée pour le label Tactus en 2012.

## Sources
: document utilisé comme source pour la rédaction de cet article.
- Ralph Kirkpatrick (trad. de l'anglais par Dennis Collins), Domenico Scarlatti, Paris, Lattès, coll. « Musique et Musiciens », 1982 (1re éd. 1953 (en)), 493 p. (ISBN 978-2-7096-0118-4, OCLC 954954205, BNF 34689181).
- Alain de Chambure, « Domenico Scarlatti, Intégrale des sonates — Scott Ross », Erato/Éditions Costallat (2564-62092-2 (livret : 2292-45309-2)), 1985 (OCLC 891183737) .
- Richard Boulanger (préf. Édith Weber), Les innovations de Domenico Scarlatti dans la technique du clavier, Béziers, Société de musicologie du Languedoc, 1988, 350 p. (OCLC 906538675, BNF 42870936)
- Guy Sacre, La musique pour piano : dictionnaire des compositeurs et des œuvres, vol. II (J-Z), Paris, Robert Laffont, coll. « Bouquins », 1998, 2428 p. (ISBN 978-2-221-08566-0).